# March 741
O  741  é o modelo da March das temporadas de 1974 e 1975 da F1. Foi guiado por Vittorio Brambilla, Howden Ganley, Lella Lombardi, Hans Joachim Stuck e Reine Wisell.